# SN 1604
Pour les articles homonymes, voir Kepler.
SN 1604, également connue sous le nom de supernova de Kepler ou d'étoile de Kepler, est une supernova survenue dans la Voie lactée, dans la constellation Ophiuchus, dont l'explosion a été observée en l'an 1604. L'astre est resté visible près d'un an, jusqu'en octobre 1605. Bien que Johannes Kepler n'ait pas été le découvreur de la supernova (les conditions météorologiques étaient mauvaises aux alentours de Prague au moment de l'apparition de l'astre), c'est à lui que l'on doit l'étude de loin la plus détaillée de l'astre, qu'il a publiée dans l'ouvrage De Stella Nova in Pede Serpentarii (« Sur la nouvelle étoile dans le pied d'Ophiuchus »). Pour cette raison, la supernova a par la suite été nommée en son honneur, à l'instar de SN 1572, associée à Tycho Brahe.
SN 1604 est actuellement (en juin 2025) la dernière supernova à avoir été observée en direct dans notre propre Galaxie, bien qu'au moins deux autres supernovae se soient produites entretemps, sans cependant avoir été remarquées (voir Cassiopeia A et SNR G1.9+0.3). Ce fut la seconde supernova à être observée par la même génération, après SN 1572, vue par Tycho Brahe dans la constellation de Cassiopée. Auparavant, les supernovae SN 386 et SN 393 avaient également pu être vues par une même génération.

## Découverte et date de dernière visibilité

### Nature de la SN 1604
SN 1604 est à une distance de 20 000 années-lumière de la Terre et est située relativement bas sur l'horizon, avec une déclinaison de -21°, ce qui aurait pu rendre sa découverte difficile. Il n'en a rien été, la supernova ayant bénéficié de circonstances fortuites très favorables. Elle se situe en effet à proximité du plan de l'écliptique, région où circulent les planètes du Système solaire. Le hasard a voulu qu'au début du mois d'octobre 1604, trois planètes se situent dans cette région du plan de l'écliptique : Jupiter, Mars et Saturne. Au moment de la découverte de la supernova, le couple Mars-Jupiter, alors en conjonction était à environ 3 degrés au sud ouest de l'étoile et Saturne 6 degrés à l'ouest. De plus, le Soleil était situé à environ 60 degrés à l'ouest de cette région, qui était de ce fait aisément observable en début de nuit. Enfin, la supernova s'est produite seulement 32 ans après SN 1572, dont l'observation, qui avait permis à Tycho Brahe de réfuter le dogme aristotélicien de l'immuabilité des cieux, avait suscité un intérêt important tant chez les astronomes que chez les astrologues européens de l'époque. Toutes ces raisons ont fait qu'un grand nombre d'astronomes ont pu observer au début du mois d'octobre cette région du ciel et noter l'apparition d'un astre nouveau. 

### Observation en Europe
Selon les témoignages conservés de cette époque, c'est en Europe qu'a eu lieu la première observation de l'astre dans la soirée du 9 octobre. Cette date est à peu près certaine du fait que plusieurs témoignages, notamment celui de David Fabricius, d'Osteel (Basse-Saxe), relatent des observations dans la soirée du 8 octobre de la conjonction Mars-Jupiter, sans référence aucune à la présence d'un nouvel astre. Les deux découvreurs sont italiens, l'un étant Ilario Altobelli, depuis Vérone et l'autre un physicien anonyme habitant Cosenza, en Calabre. L'on sait de ce dernier qu'il a communiqué sa découverte à l'astronome jésuite Christophe Clavius, à Rome. Dans ses notes, Kepler mentionne que son ancien professeur Michael Maestlin, habitant à Tübingen (dans l'actuelle Allemagne), avait observé le ciel dans la soirée du 9 octobre sans voir l'astre, mais il semble que la date soit erronée, car plusieurs documents attestent que le ciel était couvert à Tubingen les soirs du 8 et du 9 octobre. Le lendemain, dans la soirée du 10 octobre, plusieurs astronomes observent l'astre. À Prague, lieu de résidence de Johannes Kepler, c'est son élève Jan Brunowski qui aperçoit l'astre à travers les nuages et en informe son maître. Cependant les mauvaises conditions climatiques empêchent Kepler d'observer l'astre jusqu'au 17 octobre. À partir de cette date, il sera par contre son observateur le plus assidu.